# Hygromiidae
Hygromiidae é uma família de caramujos terrestres; moluscos gastrópodes pertencentes à ordem Stylommatophora.
O número de cromossomos haploides  varia de 26 a 30 (de acordo com os valores da tabela de Gary M. Barker ).

## Taxonomia
A família Hygromiidae possui as seguintes subfamílias (de acordo com a Taxonomia dos Gastrópodes (Bouchet & Rocroi, 2005)):
- subfamília Hygromiinae Tryon, 1866
  - tribo Hygromiini Tryon, 1866
  - tribo Archaicini Schileyko, 1978
  - tribo Helicellini Ihering, 1909
  - tribo Leptaxini C. Boettger, 1909
  - tribo Metafruticicolini Schileyko, 1972 
  - tribo Trochulini Lindholm, 1927

- subfamília Ciliellinae Schileyko, 1970
- subfamília Geomitrinae C.Boettger, 1909
  - tribo Geomitrini C.Boettger, 1909
  - tribo Paedhoplitini Schileyko, 1978
  - tribo Trochoideini H. Nordsieck, 1987

- subfamília Monachainae Wenz, 1930 (1904) - Carthusianini Kobelt, 1904; Euomphaliinae Schileyko, 1978; Hesseolinae schileyko, 1991

- subfamília Ponentininae Schileyko, 1991

## Gêneros
A espécie típica é Hygromia Risso, 1826.
- subfamília Hygromiinae Tryon, 1866
  - tribo Hygromiini Tryon, 1866
    - Hygromia Risso, 1826
    - Zenobiella
    - Cernuella
      - subgênero Xerocincta

- - tribo Archaicini Schileyko, 1978

- - tribo Helicellini Ihering, 1909
    - Helicella Férussac, 1821
    - Candidula Kobelt, 1871
    - Cernuella Schlüter, 1838
    - Xerolenta Monterosato, 1892
    - Xeromunda Monterosato, 1892
    - Xeropicta Monterosato, 1892
    - Xerotricha Monterosato, 1892

- - tribo Leptaxini C. Boettger, 1909
    - Pseudotrichia
    - Monachoides

- - tribo Metafruticicolini Schileyko, 1972 
    - Metafruticicola Ihering, 1892

- - tribo Trochulini Lindholm, 1927 
    - Trochulus (syn. Trichia)

- - tribo incerta[2]
    - Xerosecta Monterosato, 1892
      - Xeromagna Monterosato, 1892

    - Microxeromagna Ortiz De Zárate López, 1950

- subfamília Ciliellinae Schileyko, 1970
  -     - Canariella Hesse, 1918

- subfamília Geomitrinae C.Boettger, 1909
  - tribo Geomitrini C.Boettger, 1909
  - tribo Paedhoplitini Schileyko, 1978
  - tribo Trochoideini H. Nordsieck, 1987
    - Xerocrassa Monterosato, 1892

- subfamília Monachainae Wenz, 1930 (1904) - Carthusianini Kobelt, 1904; Euomphaliinae Schileyko, 1978; Hesseolinae schileyko, 1991
  -     - Monacha
      - subgênero Eutheba Nordsieck, 1993

    - Ashfordia Taylor, 1917

- subfamília Ponentininae Schileyko, 1991

- subfamília ?
  -     - Caseolus
    - Discula
    - Euomphalia
    - Helicodonta
    - Helicopsis
    - Perforatella
    - Petasina
    - Ponentina
    - Plicuteria
    - Montserratina
    - Trochoidea
    - Urticicola